# Skalne klasztory Inkermanu

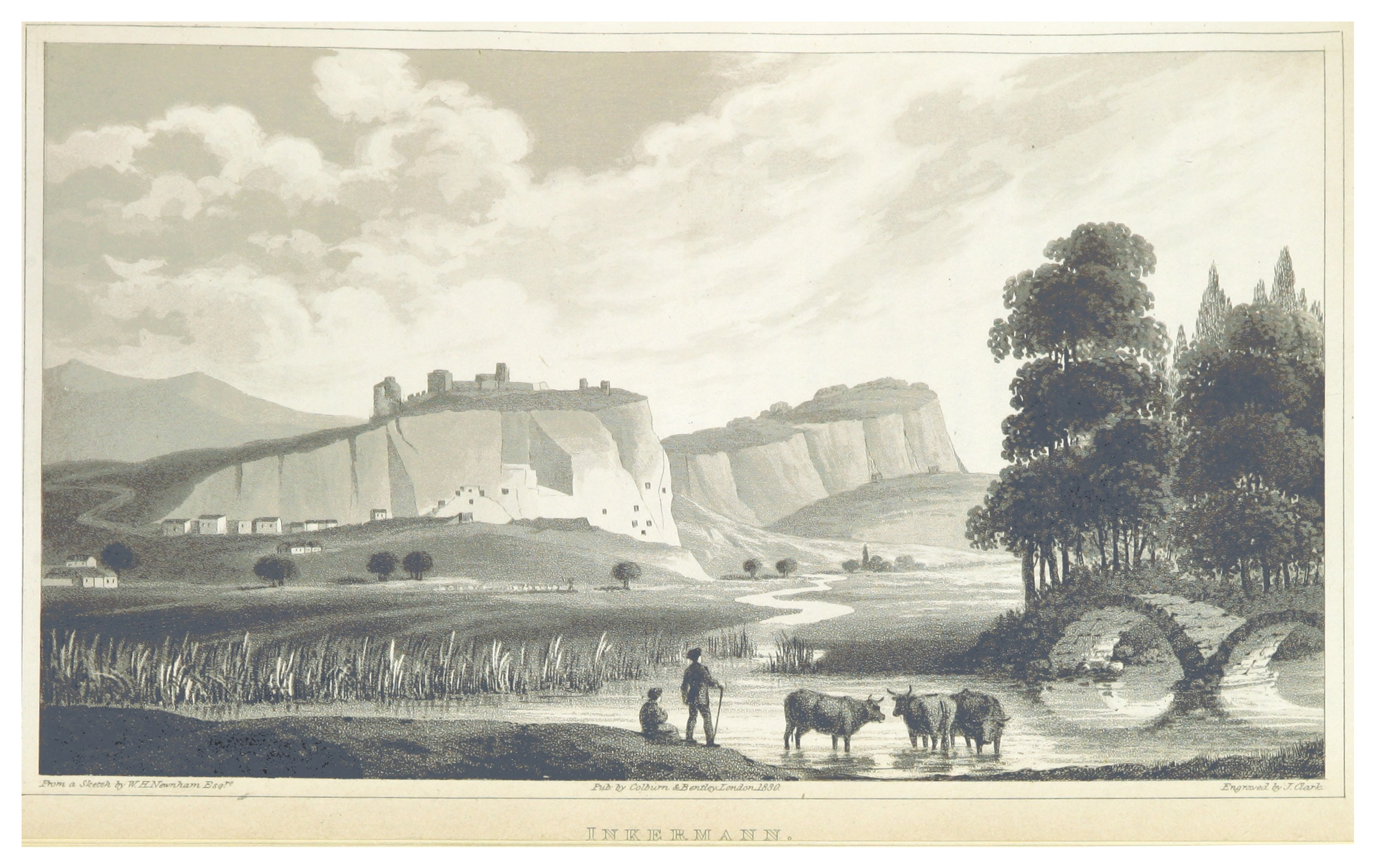
Inkerman Panorama, Ruiny Kałamity (1830)

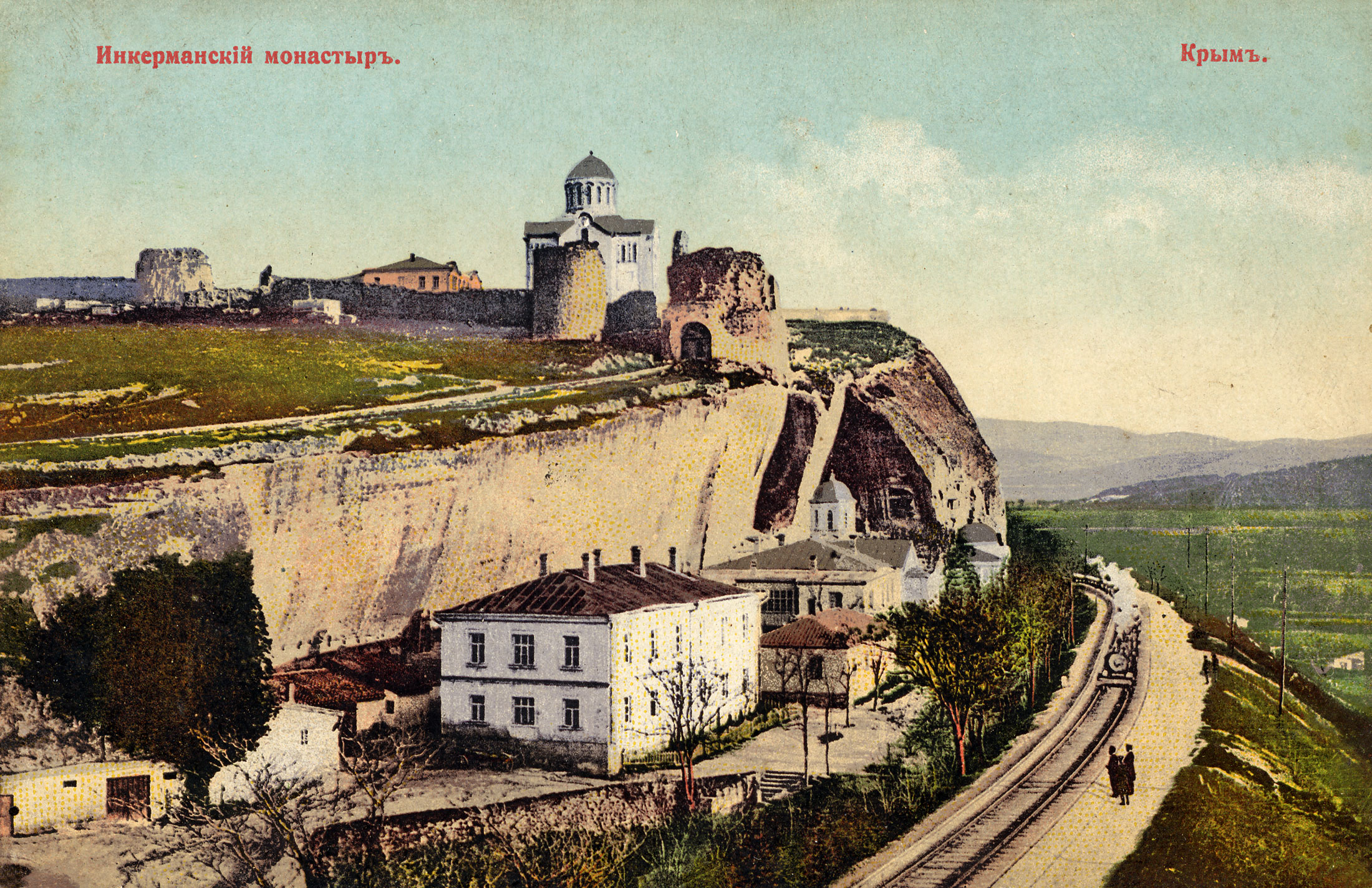
Ruiny Kałamity i inkermański klasztor na początku XX w.

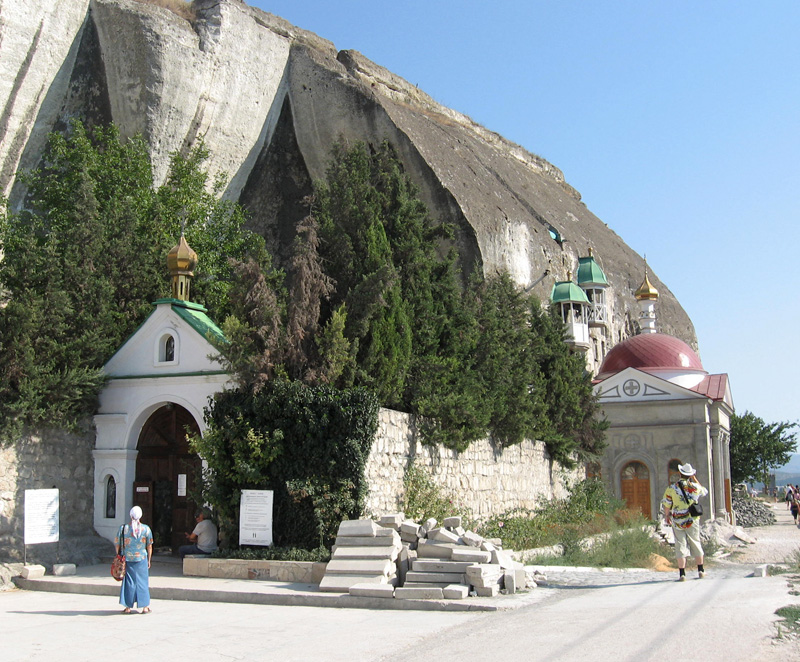
Inkermański klasztor na początku XXI w.

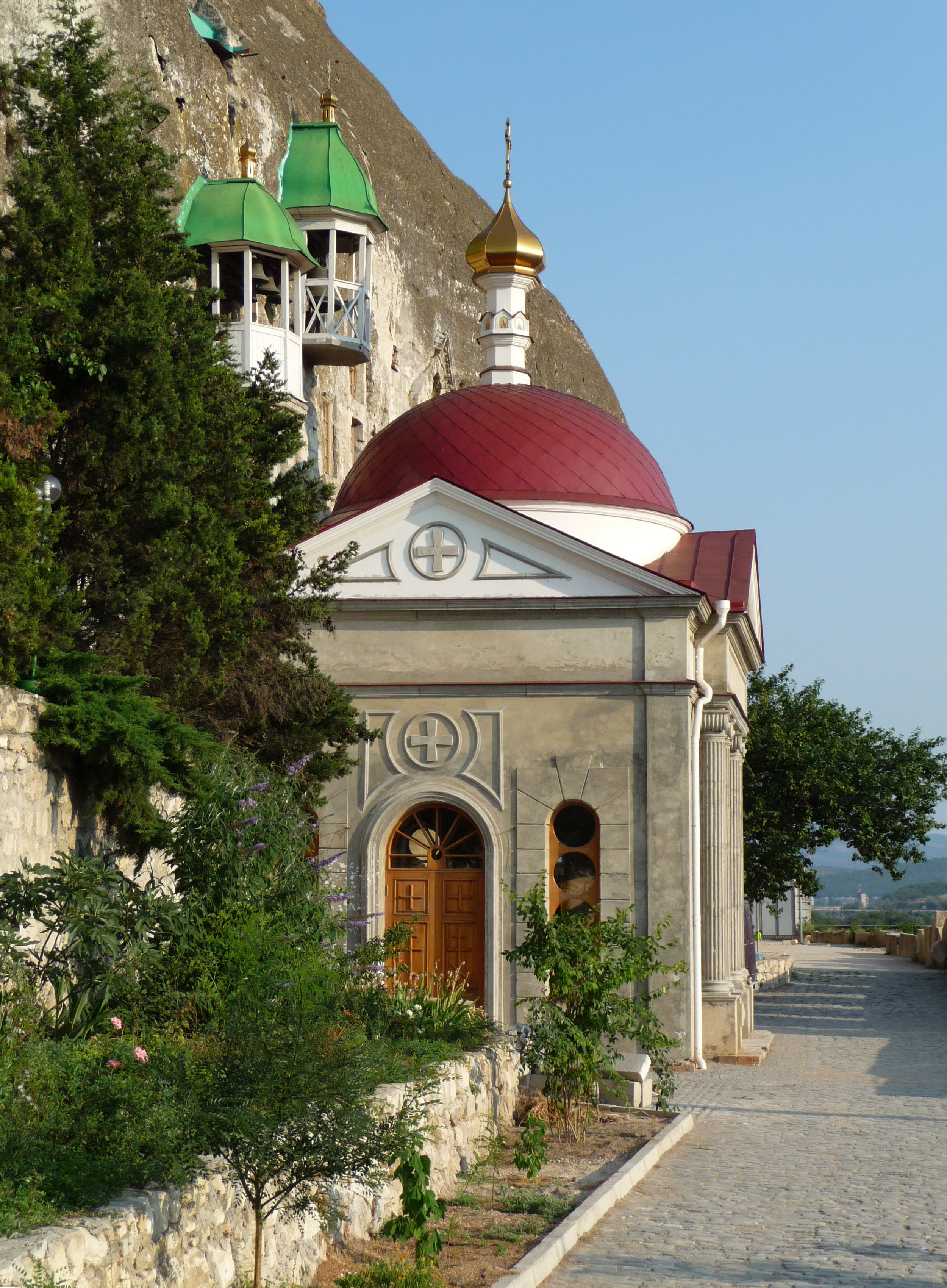
Skalne klasztory Inkermanu

Skalne klasztory Inkermanu, (ukr. Інкерманський печерний монастир, ros. Инкерманский пещерный монастырь) – zespół średniowiecznych prawosławnych klasztorów wykutych w skałach w rejonie dzisiejszego miasta Inkerman w zachodniej części Krymu na Ukrainie, częściowo działający do dziś. Zaliczane są do tzw. skalnych miast Krymu. 
Tradycja prawosławna wiąże utworzenie klasztoru w Inkermanie z wygnanym papieżem Klemensem I, czyli ze schyłkiem pierwszego wieku naszej ery. Pierwsze udokumentowane budowle sakralne, w postaci pojedynczych wykuwanych w urwisku grot mnichów pustelników, datuje się na X–XI w., gdy teren ten podlegał władzy cesarstwa bizantyjskiego. W tamtym okresie zasiedlono tylko Skałę Zagajtańską, w pewnym oddaleniu od istniejącej od dawna twierdzy Kałamita. Stopniowo liczba pustelników wzrastała, rozbudowywał się też zespół pieczar, aż do przekształcenia wspólnoty mnisiej z pustelniczej na monasterską, zaś nowe groty dla pustelników zakładano w rejonie Skały Monastyrskiej i wzdłuż lewego brzegu rzeki Czernej. W XIV i XV w. oba te rejony również rozbudowały się i zatraciły swój pustelniczy charakter. Cały kompleks inkermański przeżywał wówczas wielki rozwój, co wiązało się z donacjami księstwa Teodoro. Działało tu wtedy co najmniej osiem klasztorów z 30 cerkwiami, które posiadały także swoje oddzielne skity. Zniszczenie księstwa pod koniec 1475 i opanowanie jego terytorium przez Turcję spowodowało likwidację szeregu wspólnot zakonnych Inkermanu i upadek nielicznych pozostałych. Tym niemniej niektóre klasztory funkcjonowały aż do 1778, gdy wysiedlono całą ludność prawosławną do Rosji. Po zajęciu Krymu przez carską Rosję tereny te pozostawały opuszczone do 1850, kiedy to przy Monastyrskiej Skale reaktywowano jeden klasztor, który objął część dawniejszych pomieszczeń skalnych, poszerzonych i odnowionych, oraz zespół nowo wybudowanych budynków u podstawy urwiska. Klasztor ten pod wezwaniem św. Klemensa (Klimenta) liczył na początku XX w. około 50 mieszkańców i działał do 1926, gdy został zlikwidowany przez komunistyczne władze ZSRR. Jego powtórna reaktywacja nastąpiła w latach 90. XX w. już pod władzą Ukrainy i funkcjonuje on do dziś.
Budowle sakralne Inkermanu obejmują blisko 400 pomieszczeń, w olbrzymiej większości wykutych w skałach lub naturalnych jaskiń adaptowanych na cele klasztorne. Grupują się one w trzech kompleksach. Część grot została zniszczona w wyniku działalności wielkiego kamieniołomu wapienia znajdującego się w pobliżu. Najstarszy i największy kompleks powstał w urwisku Skały Zagajtańskiej, obejmuje on ponad 200 pomieszczeń, w tym 10 cerkwi. Obecnie jest on najbardziej zniszczony, zarówno ze względu na miękkość tutejszej skały i jej podatność na erozję, jak i ze względu na upływ czasu. Dodatkowo do dużych zniszczeń przyczynił się obryw z 1794. Wiele pieczar jest obecnie niedostępnych w rezultacie zawalenia się schodów i połączeń z innymi grotami. W trakcie prac archeologicznych (głównie lata 30. XX w.) stwierdzono dekoracje rzeźbiarskie, przeważnie wyryte w skalnych ścianach krzyże, w XIX w. obserwowano tu jeszcze ślady fresków, choć wówczas słabo zachowane, a dziś nieistniejące. 
W urwisku Skały Monastyrskiej i częściowo także w jej szczytowych partiach rozwinął się drugi, późniejszy kompleks ponad 120 pomieszczeń, w tym 11 cerkwi, który obejmuje dwa oddzielne klasztory. Obie skały leżą na prawym brzegu rzeki Czernej, a rozdzielone są doliną jej dopływu. Tu znajduje się działający współcześnie klasztor pw. św. Klemensa, obejmujący trzy połączone ze sobą cerkwie skalne, powstałe zapewne w czasach księstwa Teodoro: św. Marcina (powiększona w XIX w.), św. Andrzeja (Pierwozwanego) i największą z nich bazylikę pw. św. Klementa, która przed reaktywacją w II połowie XIX w., w czasach średniowiecznych, nosiła wezwanie św. Grzegorza (10,6 × 6,1 m oraz 4 m wysokości). Bazylika ta jest najsłynniejszym obiektem wśród wszystkich cerkwi inkermańskich. Obok znajdują się inne obiekty dziewiętnastowiecznego klasztoru, w tym stara cerkiew przekształcona w XIX w. na mieszkanie archimandryty i kilka budynków wzniesionych w XIX w. Do innych bardziej znanych cerkwi zespołu Monasterskiej Skały należy tzw. Cerkiew z baptysterium, w której zachował się napis grecki. Pochodzi ona przypuszczalnie z czasów księstwa Teodoro. Inną znaną cerkwią była świątynia św. Ewgrafija z freskami i napisem z datą 1272, widocznymi jeszcze w latach 30. XX w.
Natomiast ostatni zespół budowli, obejmujący około 50 pomieszczeń (trzech skitów i klasztoru św. Zofii), w tym 7 cerkwi rozciągnięty jest wzdłuż urwisk lewego brzegu rzeki Czernej. Część z tych budowli została zniszczona w trakcie budowy linii kolejowej w XIX w. i zachowały się po nich tylko niewielkie ślady oraz relacje pisemne sprzed budowy kolei. 
Obecnie zespół klasztorów Inkermanu wraz z pobliską twierdzą Kałamita jest atrakcją turystyczną, a działający klasztor św. Klemensa przy Monastyrskiej Skale przyciąga wiernych pielgrzymów. Przy klasztorach jest położona stacja kolejowa Inkerman 1.
Cerkiew ormiańska. Wśród wszystkich pomieszczeń skalnych Inkermanu wyróżnia się jedna cerkiew (5,3 × 4,3 m i 2,5 m wysokości) w pobliżu Skały Monasterskiej, o cechach architektury nietypowych dla prawosławia, m.in. nieposiadająca przegrody ołtarzowej i mająca ostrołukowe portale oraz nietypowy strop zakrystii. Cerkiew ta znajduje się w pewnym oddaleniu od wszystkich innych grot, ma oddzielne wejście. Z tych powodów sądzi się, że była to cerkiew Kościoła ormiańskiego, powstała nie wcześniej niż w XIV–XV w. Na początku XX w. ta opuszczona wówczas cerkiew była odnowiona, dostosowana do wymogów prawosławnych i powtórnie użytkowana sakralnie, tym razem przez prawosławny klasztor.